# Björn Springorum

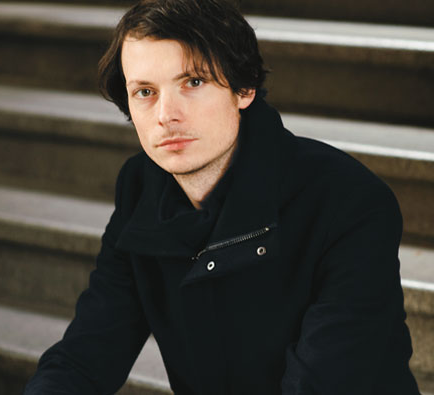
Björn Springorum

Björn Springorum (* 1982 in Calw) ist ein deutscher Schriftsteller und Journalist.

## Biografie
Nach dem Studium der Anglistik sowie der Alten Geschichte an der Universität Stuttgart wurde er Textchef beim Musikmagazin Orkus und machte sich danach selbständig. Heute lebt und arbeitet er als Autor von Kinder- und Jugendbüchern und freier Kulturjournalist in Stuttgart. 

## Werke
- Herbstbringer. Baumhaus Verlag, Köln 2013, ISBN 978-3-8432-1065-2.
- Das Amulett der Ewigkeit (mit Susanne Glanzner). Thienemann Verlag, Stuttgart 2015, ISBN 978-3-522-20213-8.
- Der Ruf des Henkers. Thienemann, Stuttgart 2016, ISBN 978-3-522-20216-9.
- Spiegel des Bösen. Thienemann, Stuttgart 2017, ISBN 978-3-522-20230-5.
- Kinder des Windes. Thienemann, Stuttgart 2020, ISBN 978-3-522-18532-5.
- Die drei ??? Kids – Chaos in Rocky Beach! (mit Christian Hector). Kosmos, Stuttgart 2020, ISBN 978-3-440-16790-8.
- Die drei ??? Kids – Fußball, Ferien, Freunde! Kosmos, Stuttgart 2021, ISBN 978-3-440-17138-7.
- Die drei ??? Kids – Diebstahl im Eiscafé. Kosmos, Stuttgart 2022, ISBN 978-3-440-17143-1.
- Die drei ??? Kids – Gruselnächte in Rocky Beach. Kosmos, Stuttgart 2023, ISBN 978-3-440-17645-0.